# Rangtabelle

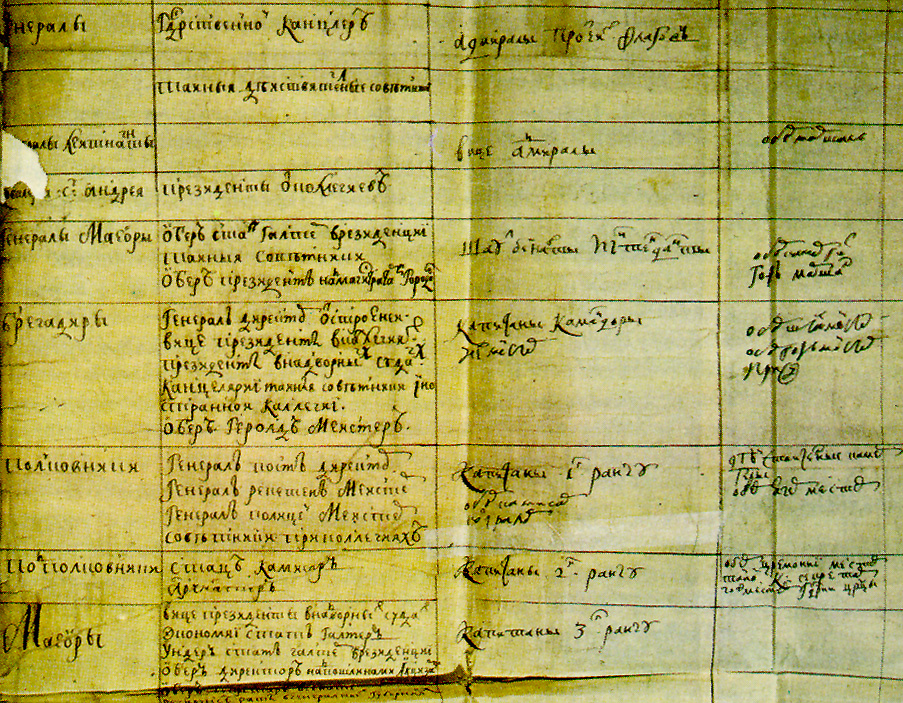
Rangtabelle

Die Rangtabelle (russisch Табель о рангах Tabel' o rangach, wörtlich „Tabelle über die Ränge“) gliederte im russischen Kaiserreich die oberen Laufbahnen in der Staatsverwaltung und bei Hofe sowie die Offizierslaufbahnen in Militär und Kriegsmarine in 14 Rangklassen. Die 1722 eingeführte Rangtabelle ermöglichte den unmittelbaren Vergleich ziviler und militärischer Dienstgrade und galt bis zur Oktoberrevolution 1917 mit nur geringen Änderungen. Die Rangtabelle zählt zu den bedeutendsten Reformen Zar Peters I. Sie sollte die Vormachtstellung des alten Erbadels, der Bojaren, brechen und einen von der Krone abhängigen Dienstadel schaffen.

## Rangplatzordnung Mestnitschestwo
Schon im 15. Jahrhundert gab es den Versuch, die Adelsschicht in ein hierarchisches System einzuordnen. Die Abstammung und der Dienst legten das Beziehungssystem fest. Es wurden nicht nur die Ämter innerhalb der Familien weitergegeben, sondern auch die Dienstbeziehungen zu anderen Familien. Iwan der Schreckliche ließ ein „Herrscherliches Geschlechterbuch“ anlegen, durch das eine regelrechte „Rangplatzarithmetik“ ausgerechnet werden konnte, das heißt der Abstand innerhalb einer Familie zu gemeinsamen Vorfahren. Dies war nötig, da bei der Vergabe von Ämtern das Ansehen des Familiengeschlechts mit dem des Amtes übereinstimmen musste. Es war u. a. festgelegt, dass der erste Sohn drei Stufen unter dem Vater stand und jüngere Brüder jeweils einen Rang unter dem nächstälteren, damit war z. B. der Sohn des ersten Bruders mit dem vierten Bruder gleichrangig, der zweite Sohn mit dem fünften Bruder usw. Die Gültigkeit der Rangplatzordnung „Mestničestvo“ wurde immer weiter eingeschränkt, bis sie mit dem Manifest vom 12. Januar 1682 durch Fjodor III. vollständig abgeschafft wurde. Die Geschlechterbücher und Dienstlisten wurden vernichtet, Gerichtsprozesse um genealogische Rangansprüche bei Strafe untersagt.

## Grundlegende Reformen vor der Einführung der Rangtabelle Peters des Großen
Die Rangtabelle Peters des Großen stellte nach dem Mestničestvo den nächsten Versuch einer festgelegten Ämterhierarchie dar. Bevor diese allerdings 1722 in Kraft trat, gingen ihr einige grundlegende Reformen voraus.
Durch die Heeresreform Ende des 17. Jahrhunderts zählte im Heer von nun an vor allem die persönliche Tüchtigkeit und nicht mehr die Abstammung. Einem Bauernsohn stand also der Offiziersstand theoretisch genau so offen wie dem Adel, wenn er ausreichend Engagement für den Staat zeigte. Peter der Große errichtete Kriegsschulen, um junge russische Offiziere in modernen militärischen Taktiken auszubilden und nicht länger auf ausländische Führungskräfte angewiesen zu sein. Ein Ukas von 1714 verpflichtete die Adligen, diese Kriegsschulen zu besuchen und in der Armee als einfacher Soldat zu beginnen.
Die Dienstreform von 1704 sorgte für eine verschärfte Überprüfung des Adelsdienstes. Peter der Große ließ alle Adligen in Listen eintragen. Damit konnten ihr Dienst für den Staat und ihre Qualifikationen jederzeit überprüft werden. 1714 erließ er ein Gesetz, das den Adligen verbot, Offizier zu werden, ohne zuvor in der Garde gedient zu haben. Absolvierte ein Adliger nicht den obligatorischen Staatsdienst, so beschlagnahmte man seinen Besitz oder entzog ihm sogar seine politischen Rechte.
Mit dem Einerbengesetz vom 23. Mai 1714 untersagte Peter die Aufteilung von Grundbesitz. Lediglich einem Sohn durfte der Grundbesitz vererbt werden. Durch diese Reform erhoffte Peter der Große sich eine größere Zuwendung des jungen Adels zum Staatsdienst. Denn der Erwerb von Grundbesitz war dem nicht erbberechtigtem Adel erst nach einem 7-jährigen Militärdienst oder einem 10-jährigen Verwaltungsdienst erlaubt.

## Die Ausarbeitung der Rangtabelle
Bereits 1719 hatte Heinrich Ostermann eine Tabelle mit 14 Rangstufen für die Zivil- und Hofämter erarbeitet. Dieser Entwurf enthielt Züge des schwedischen, dänischen und preußischen Rechts. Peter der Große ergänzte ihn um Militär- und Marineämter, bevor er den am 1. Februar 1721 unterschriebenen Ukas-Entwurf dem Senat vorlegte. Dessen Einwände und Vorschläge fanden jedoch keine Berücksichtigung, so dass das Gesetz über die Rangtabelle am 30. Januar 1722 unverändert in Moskau gedruckt und am 24. Januarjul. / 4. Februar 1722greg. veröffentlicht wurde.
Grundgedanke der Rangtabelle war, dass nicht – wie beim Mestničestvo – Herkunft und Wohlstand, sondern Leistung für den Staat und Befähigung für das Amt die Kriterien für die Verleihung sein sollten. Die Aufstellung einer übersichtlichen Ämterlaufbahn sollte den Missbrauch bei der Vergabe von Ämtern vorbeugen. Vom Senat wurden die jeweiligen Voraussetzungen für die Ränge festgelegt, so dass es nicht mehr möglich sein sollte, ohne entsprechende Qualifikationen Karriere zu machen.
Durch das rationale Leistungsprinzip, das der Rangtabelle zu Grunde lag, war auch Ausländern und Russen niederer Herkunft der Zugang zu hohen Ämtern möglich. Der Aufstieg aus niederen Gesellschaftsschichten war aber auf Grund von Peters hohen Anforderungen nicht leicht und daher eher selten.
Andererseits sollte selbst der älteste Erbadel verloren gehen, wenn eine Familie innerhalb von drei Generationen keinen Rang in der Rangtabelle erreichte. Adlige, die sich dem Staatsdienst entzogen und nicht in der Rangtabelle erschienen, verloren ihren gesellschaftlichen Status, da die zu erweisende Ehrerbietung von der Höhe des erreichten Amtes abhing. Beim Unterzeichnen hatten sie zum Beispiel mit „unwürdiger Landjunker“ zu unterschreiben, so dass ihr niedriger sozialer Status jedem aufgezeigt wurde.

## Aufbau der Rangtabelle
Die Rangtabelle teilte die Militär-, Zivil- und Hofämter in 14 Klassen ein, wobei die einzelnen Klassen eine unterschiedliche Anzahl von Ämtern umfassten.
Die militärische Spalte war unterteilt in Infanterie und Kavallerie, Garde, Artillerie und Marine. Die ersten fünf Klassen bildeten die Generalität, in Klasse sechs bis acht folgten die Stabsoffiziere und in den Klassen neun bis vierzehn die übrigen Offiziere.
In der Rangtabelle waren die Inhaber militärischer Ämter privilegiert, da ihre Inhaber nach dem Ukas vom 16./27. Januar 1721 automatisch dem erblichen Adel angehörten. Den Zivil- und Hofbeamten hingegen stand das Recht der erblichen Nobilitierung erst ab der achten Klasse zu. Ab 1856 wurde der Erbadel erst mit Erreichen der vierten Zivilklasse (Wirklicher Staatsrat) bzw. ab der sechsten Militärklasse (Oberst, bei der Leibgarde Major) erreicht. Die Verleihung der obersten fünf Rangklassen (Staatsräte / Minister, Generale) behielt sich der Zar selbst vor.
Die Zivil- und Hofämter der Ränge neun bis vierzehn waren mit dem persönlichen Adel verbunden, der nicht vererbt werden konnte. Die Inhaber genossen eine Reihe von Vorrechten, so waren sie von körperlichen Strafen, Kopfsteuern und Rekrutierung befreit. Im Gegensatz zu Inhabern des erblichen Adels durften sie aber keine Leibeigenen besitzen, nicht an den Adelsversammlungen teilnehmen und keine dem hohen Adel vorbehaltenen Wahlämter besetzen.
Der Rang eines Amtes bestimmte auch die Umgangsformen im Alltag, zum Beispiel die Anrede oder die Kleidungsvorschriften.

## Tabellarische Übersicht: Klassen, Ränge und Anreden

### Zivile Ränge und Ränge bei Hofe
Die folgende Tabelle zeigt die zivilen Ränge und die Ränge bei Hofe 1722 bis 1917.
| Klas- se | Zivile Ränge 1722–1917                                                                           | Ränge bei Hofe | Ränge bei Hofe | Anwart- schaftszeit |
| Klas- se | Zivile Ränge 1722–1917                                                                           | 1722 | 19. Jh. – 1917 | Anwart- schaftszeit |
| -------- | ------------------------------------------------------------------------------------------------ | --- | --- | ------------------- |
| 1        | - Kanzler - Wirklicher Geheimer Rat Erster Klasse (Deistwitelnyi tainyi sowetnik perwogo klassa) | nicht vorgesehen | nicht vorgesehen |                     |
| 2        | - Vizekanzler - Wirklicher Geheimer Rat (Deistwitelnyi tainyi sowetnik)                          | Obermarschall (Ober-marschal) | - Oberhofmarschall - Oberhofmeister - Oberjägermeister - Oberschenk - Oberstallmeister - Oberkammerherr (Ober-kamerger)               | ohne                |
| 3        | Geheimer Rat ab 1724 (Tainyi sowetnik)                                                           | Oberstallmeister | - Hofmeister - Hofmarschall ab 1742 - Stallmeister - Jägermeister (Egermeister) - Oberzeremonienmeister ab 1800 (Ober-zermonimeister) | ohne                |
| 4        | Wirklicher Staatsrat ab 1724 (Deistwitelnyi statski sowetnik)                                    | - Oberkammerherr - Oberhofmeister | Kammerherr 1737–1809 | ohne                |
| 5        | Staatsrat (Statski sowetnik)                                                                     | - Geheimer Kabinettssekretär (Tainyi kabinet-sekretar) - Hofmeister - Oberhofmeister der Kaiserin - Oberhofstallmeister (Ober-gofschtalmeister) - Oberschenk (Ober-schenk) - Oberzeremonienmeister | - Kammerjunker - Zeremonienmeister (Zermonimeister)                                                                                   | ohne                |
| 6        | Kollegienrat (Kolleschski sowetnik)                                                              | - Erster Leibmedikus (Perwyi leib-medikus) - Hofmarschall bis 1742 - Oberjägermeister - Stallmeister - Wirklicher Kammerherr (Deiswitelnyi kamerger)                                               | Kammerjunker | 4 Jahre bis K5      |
| 7        | Hofrat ab 1745 (Nadwornyi sowetnik)                                                              | - Hofmeister und Leibmedikus der Kaiserin - Zeremonienmeister | | 4 Jahre bis K6      |
| 8        | Kollegienassessor (Kolleschski assessor)                                                         | - Hofintendant (Nadwornyi intendant) - Hofzeremonienmeister (Nadwornyi zermonimeister) - Titularkammerherr bis 1771 (Tituljarnyi kamerger)                                                         | | 4 Jahre bis K7      |
| 9        | Titulärrat (Tituljarnyi sowetnik)                                                                | - Hofjunker (Gof-junker) - Kammerjunker bis 1737 | Hoffurier (Gof-furjor) | 3 Jahre bis K8      |
| 10       | Kollegiensekretär (Kolleschski sekretar)                                                         | | | 3 Jahre bis K9      |
| 11       | Schiffssekretär (nicht vor 1790, und bis 1834) (Korabelnyi sekretar)                             | | |                     |
| 12       | Gouvernementssekretär (Gubernski sekretar)                                                       | - Hofjunker - Hofarzt (Nadwornyi lekar) | | 3 Jahre bis K10     |
| 13       | Provinzialsekretär (Prowinzialnyi sekretar)                                                      | | |                     |
| 14       | Kollegienregistrator (Kolleschski registrator)                                                   | - Hofmeisterpage (Gofmeister paschei) - Küchenmeister (Kuchenmeister) - Mundschenk (Mundschenk) | | 3 Jahre bis K12     |

Anmerkung:
 Bezeichnung in Klammern = Transkription in russischer Sprache gemäß: Inhalt XI – Das russische Alphabet. In: Deutsche Akademie der Wissenschaften zu Berlin (Hrsg.): Deutsch-Russisches Wörterbuch. 7. Unveränderte Auflage. H.H. Bielefeld, Akademie-Verlag, Berlin 1970, Lizenznummer: 202 100/242/70;
Anredeformen:

In den einzelnen Rangklassen waren folgende Anredeformen im Wortlaut vorgeschrieben:
| Klasse | Klasse    | 1 bis 2                             | 3 bis 4                       | 5                      | 6 bis 8                       | 9 bis 14               |
| ------ | --------- | ----------------------------------- | ----------------------------- | ---------------------- | ----------------------------- | ---------------------- |
| Anrede | deutsch   | Seine/Eure Erhabene Exzellenz       | Seine/Eure Exzellenz          | Seine/Eure Hochgeboren | Seine/Eure Hochwohlgeboren    | Seine/Eure Wohlgeboren |
| Anrede | russisch  | Его/Ваше высокопревосходительство   | Его/Ваше превосходительство   | Его/Ваше высокородие   | Его/Ваше высокоблагородие     | Его/Ваше благородие    |
| Anrede | Umschrift | Ego/Wasche wysokoprewoschoditelstwo | Ego/Wasche prewoschoditelstwo | Ego/Wasche wysokorodie | Ego/Wasche wysokoroblagorodie | Ego/Wasche blagorodie  |

Im Deutschen galten bei schriftlicher Adressierung folgende Abkürzung, beispielsweise für K 6 bis 8:
- an männliche Adressaten „S.H.“ für „Seine Hochwohlgeboren“
- an weibliche Adressaten „I.H.“ für „Ihre Hochwohlgeboren“
- als Pluralform in der Adresse vor dem Namen an ein verheiratetes Paar „I.I.H.H.“

### Rangtabellen Heer und Marine
Die folgende Tabelle zeigt die militärischen Ränge der Garde (Infanterie und Kavallerie) 1722 bis 1917.
| Klas- se | Infanterie                            | Infanterie                               | Infanterie                               | Infanterie           | Kavallerie                          | Kavallerie                          | Kavallerie                        | Kavallerie                        |
| Klas- se | 1722                                  | 1730                                     | 1748                                     | 1884–1917            | 1730                                | 1748                                | 1798                              | 1884–1917                         |
| -------- | ------------------------------------- | ---------------------------------------- | ---------------------------------------- | -------------------- | ----------------------------------- | ----------------------------------- | --------------------------------- | --------------------------------- |
| 1        | – nicht vorgesehen –                  | – nicht vorgesehen –                     | – nicht vorgesehen –                     | – nicht vorgesehen – | – nicht vorgesehen –                | – nicht vorgesehen –                | – nicht vorgesehen –              | – nicht vorgesehen –              |
| 2        | – nicht vorgesehen –                  | – nicht vorgesehen –                     | – nicht vorgesehen –                     | – nicht vorgesehen – | – nicht vorgesehen –                | – nicht vorgesehen –                | – nicht vorgesehen –              | – nicht vorgesehen –              |
| 3        |                                       |                                          | Oberst (Polkownik)                       |                      |                                     | Oberst                              |                                   |                                   |
| 4        | Oberst                                | Oberst                                   | Oberstleutnant (Podpolkownik)            |                      |                                     | Oberstleutnant                      |                                   |                                   |
| 5        | Oberstleutnant                        | Oberstleutnant                           | Premiermajor (Premer-mayor)              |                      |                                     | Premiermajor                        |                                   |                                   |
| 6        | Major                                 | Major                                    | Sekundmajor (Sekund-mayor)               | Oberst               |                                     | Sekundmajor                         | Oberst                            | Oberst                            |
| 7        | Hauptmann (Kapitan)                   | Hauptmann                                | Hauptmann                                | Hauptmann            | Rittmeister (Rotmistr)              | Rittmeister                         | Rittmeister                       | Rittmeister                       |
| 8        | Hauptmannleutnant (Kapitan-leitenant) | Hauptmannporutschik (Kapitan-porutschik) | Hauptmannporutschik (Kapitan-porutschik) | Stabshauptmann       | Sekundrittmeister (Sekund-rotmistr) | Sekundrittmeister (Sekund-rotmistr) | Stabsrittmeister (Stabs-rotmistr) | Stabsrittmeister (Stabs-rotmistr) |
| 9        | Leutnant                              | Porutschik                               | Porutschik                               | Porutschik           | Porutschik                          | Porutschik                          | Porutschik                        | Porutschik                        |
| 10       | Unterleutnant                         | Podporutschik                            | Podporutschik                            | Podporutschik        | Podporutschik                       | Podporutschik                       | Podporutschik                     | Kornett                           |
| 11       | – nicht vorgesehen –                  | – nicht vorgesehen –                     | – nicht vorgesehen –                     | – nicht vorgesehen – | – nicht vorgesehen –                | – nicht vorgesehen –                | – nicht vorgesehen –              | – nicht vorgesehen –              |
| 12       | Fähnrich (Fendrik)                    | Praporschtschik                          |                                          |                      |                                     |                                     | Kornett                           |                                   |
| 13       | – nicht vorgesehen –                  | – nicht vorgesehen –                     | – nicht vorgesehen –                     | – nicht vorgesehen – | – nicht vorgesehen –                | – nicht vorgesehen –                | – nicht vorgesehen –              | – nicht vorgesehen –              |
| 14       | – nicht vorgesehen –                  | – nicht vorgesehen –                     | – nicht vorgesehen –                     | – nicht vorgesehen – | – nicht vorgesehen –                | – nicht vorgesehen –                | – nicht vorgesehen –              | – nicht vorgesehen –              |

Die folgende Tabelle zeigt die militärischen Ränge im Heer (Infanterie, Kavallerie, Artillerie und Fortifikation) 1722 bis 1917.
| Klas- se | Infanterie, Artillerie, Fortifikation                                           | Infanterie, Artillerie, Fortifikation | Infanterie, Artillerie, Fortifikation | Infanterie, Artillerie, Fortifikation | Kavallerie                                                         | Kavallerie                                                         | Kavallerie                                                         |
| Klas- se | 1722                                                                            | 1730 | 1798 | 1884–1917 | 1730                                                               | 1798                                                               | 1912–1917                                                          |
| -------- | ------------------------------------------------------------------------------- | --- | --- | --- | ------------------------------------------------------------------ | ------------------------------------------------------------------ | ------------------------------------------------------------------ |
| 1        | Generalfeldmarschall                                                            | Generalfeldmarschall | Generalfeldmarschall | Generalfeldmarschall | Generalfeldmarschall                                               | Generalfeldmarschall                                               | Generalfeldmarschall                                               |
| 2        | General en chef 1763–1796                                                       | - General der Infanterie bis 1763 und ab 1796 (General ot infanteri) - Generalfeldzeugmeister bis 1763 (General-feldzeychmeyster) - General der Artillerie ab 1796 (General ot artilleri) - Ingenieurgeneral ab 1796 (Inshener-general) | - General der Infanterie bis 1763 und ab 1796 (General ot infanteri) - Generalfeldzeugmeister bis 1763 (General-feldzeychmeyster) - General der Artillerie ab 1796 (General ot artilleri) - Ingenieurgeneral ab 1796 (Inshener-general) | - General der Infanterie bis 1763 und ab 1796 (General ot infanteri) - Generalfeldzeugmeister bis 1763 (General-feldzeychmeyster) - General der Artillerie ab 1796 (General ot artilleri) - Ingenieurgeneral ab 1796 (Inshener-general) | General en chef                                                    | General der Kavallerie bis 1763 und ab 1796 (General ot kawaleri)  | General der Kavallerie bis 1763 und ab 1796 (General ot kawaleri)  |
| 2        | Generalbevollmächtigter Kriegskommissar (General-plenipotenziar-krigs-komissar) | | | |                                                                    |                                                                    |                                                                    |
| 3        | Generalleutnant                                                                 | Generalporutschik (General-porutschik) | Generalleutnant | Generalleutnant |                                                                    | Generalleutnant                                                    | Generalleutnant                                                    |
| 3        | Generalkriegskommissar 1722–1868 (General-krigskomissar)                        | | | |                                                                    |                                                                    |                                                                    |
| 4        | Generalmajor                                                                    | Generalmajor | Generalmajor | Generalmajor | Generalmajor                                                       | Generalmajor                                                       | Generalmajor                                                       |
| 4        | Oberster Kriegskommissar 1722–1868 (Ober-schter-krigskomissar)                  | | | |                                                                    |                                                                    |                                                                    |
| 5        | Brigadier                                                                       | Brigadier | | | Brigadier                                                          |                                                                    |                                                                    |
| 5        | Ster Kriegskommissar 1722–1868 (Schter-krigskomissar)                           | | | |                                                                    |                                                                    |                                                                    |
| 6        | - Oberst (Polkownik) - Oberkriegskommissar (Ober-krigskomissar)                 | - Oberst (Polkownik) - Oberkriegskommissar (Ober-krigskomissar) | - Oberst (Polkownik) - Oberkriegskommissar (Ober-krigskomissar) | - Oberst (Polkownik) - Oberkriegskommissar (Ober-krigskomissar) | - Oberst (Polkownik) - Oberkriegskommissar (Ober-krigskomissar)    | - Oberst (Polkownik) - Oberkriegskommissar (Ober-krigskomissar)    | - Oberst (Polkownik) - Oberkriegskommissar (Ober-krigskomissar)    |
| 7        | - Oberstleutnant (Podpolokownik) - Kriegskommissar (Krigskomissar)              | - Oberstleutnant (Podpolokownik) - Kriegskommissar (Krigskomissar) | - Oberstleutnant (Podpolokownik) - Kriegskommissar (Krigskomissar) | - Oberstleutnant (Podpolokownik) - Kriegskommissar (Krigskomissar) | - Oberstleutnant (Podpolokownik) - Kriegskommissar (Krigskomissar) | - Oberstleutnant (Podpolokownik) - Kriegskommissar (Krigskomissar) | - Oberstleutnant (Podpolokownik) - Kriegskommissar (Krigskomissar) |
| 8        | Major                                                                           | - Major - ab 1767 - Premiermajor (Premer-mayor) - Sekundmajor (Sekund-mayor) | Major | Hauptmann (Kapitan) | Major                                                              | Major                                                              | Rittmeister                                                        |
| 9        | Hauptmann                                                                       | Hauptmann | Hauptmann | Stabshauptmann (Schtabs-kapitan) |                                                                    | Rittmeister                                                        | Stabsrittmeister (Schtabs-rotmistr)                                |
| 10       | Hauptmannleutnant (Kapitn-leitenant)                                            | Hauptmannporutschik (Kapitn-porutschik) | Stabshauptmann | Porutschik |                                                                    | Stabsrittmeister                                                   | Porutschik                                                         |
| 11       | – nicht vorgesehen –                                                            | – nicht vorgesehen – | – nicht vorgesehen – | – nicht vorgesehen – | – nicht vorgesehen –                                               | – nicht vorgesehen –                                               | – nicht vorgesehen –                                               |
| 12       | Leutnant                                                                        | Porutschik | Porutschik | Podporutschik |                                                                    | Porutschik                                                         | Kornett                                                            |
| 13       | Unterleutnant                                                                   | Podporutschik | Podporutschik | Praporschtschik der Reserve | Porutschik                                                         |                                                                    |                                                                    |
| 14       | Fähnrich (Fendrik)                                                              | Praporschtschik | Praporschtschik | |                                                                    | Kornett                                                            |                                                                    |

Die folgende Tabelle zeigt die militärischen Ränge im Heer (Dragoner und Kosaken) sowie in der Marine 1722 bis 1917.
| Klas- se | Dragoner                      | Kosaken                       | Kosaken                               | Kaiserlich Russische Marine                                                     | Kaiserlich Russische Marine                                                     | Kaiserlich Russische Marine                                                     | Kaiserlich Russische Marine                                                     | Kaiserlich Russische Marine                                                     | Kaiserlich Russische Marine                                                     |
| Klas- se | 1798                          | 1798                          | 1884–1917                             | 1722                                                                            | 1764                                                                            | 1798                                                                            | 1884                                                                            | 1907                                                                            | 1912–1917                                                                       |
| -------- | ----------------------------- | ----------------------------- | ------------------------------------- | ------------------------------------------------------------------------------- | ------------------------------------------------------------------------------- | ------------------------------------------------------------------------------- | ------------------------------------------------------------------------------- | ------------------------------------------------------------------------------- | ------------------------------------------------------------------------------- |
| 1        |                               |                               |                                       | Generaladmiral                                                                  | Generaladmiral                                                                  | Generaladmiral                                                                  | Generaladmiral                                                                  | Generaladmiral                                                                  | Generaladmiral                                                                  |
| 2        |                               | General der Kavallerie        | General der Kavallerie                | Admiral                                                                         | Admiral                                                                         | Admiral                                                                         | Admiral                                                                         | Admiral                                                                         | Admiral                                                                         |
| 3        |                               | Generalleutnant               | Generalleutnant                       | - Vizeadmiral - Generalkriegskommissar der Marine (General-krigskomissar flota) | - Vizeadmiral - Generalkriegskommissar der Marine (General-krigskomissar flota) | - Vizeadmiral - Generalkriegskommissar der Marine (General-krigskomissar flota) | - Vizeadmiral - Generalkriegskommissar der Marine (General-krigskomissar flota) | - Vizeadmiral - Generalkriegskommissar der Marine (General-krigskomissar flota) | - Vizeadmiral - Generalkriegskommissar der Marine (General-krigskomissar flota) |
| 4        |                               | Generalmajor                  | Generalmajor                          | Schaut-bei-Nacht (Schautbenacht)                                                | Schaut-bei-Nacht (Schautbenacht)                                                | Konteradmiral                                                                   | Konteradmiral                                                                   | Konteradmiral                                                                   | Konteradmiral                                                                   |
| 5        |                               |                               |                                       | Kommodore (Kapitan-komodor)                                                     | Brigadekapitän (Kapitan brigadirskowo ranga)                                    | Kommodore                                                                       | Kommodore bis 1827                                                              |                                                                                 |                                                                                 |
| 6        | Oberst (Polkownik)            | Oberst (Polkownik)            | Oberst (Polkownik)                    | Kapitän zur See (Kapitan perwogo ranga)                                         | Kapitän zur See (Kapitan perwogo ranga)                                         | Kapitän zur See (Kapitan perwogo ranga)                                         | Kapitän zur See (Kapitan perwogo ranga)                                         | Kapitän zur See (Kapitan perwogo ranga)                                         | Kapitän zur See (Kapitan perwogo ranga)                                         |
| 7        | Oberstleutnant (Podpolkownik) | Oberstleutnant (Podpolkownik) | Truppenoberst (Boiskowaja starschina) | Fregattenkapitän (Kapitan wtorowogo ranga)                                      | Fregattenkapitän (Kapitan wtorowogo ranga)                                      | Fregattenkapitän (Kapitan wtorowogo ranga)                                      | Fregattenkapitän (Kapitan wtorowogo ranga)                                      | Fregattenkapitän (Kapitan wtorowogo ranga)                                      | Fregattenkapitän (Kapitan wtorowogo ranga)                                      |
| 8        |                               | Truppenoberst                 | Esaul                                 | Fregattenkapitän                                                                | Hauptmannporutschik (Kapitan-porutschik)                                        | Kapitänleutnant (Kapitanleitenant)                                              |                                                                                 | Kapitänleutnant bis 1911                                                        | Oberleutnant zur See (Straschi leitenant)                                       |
| 9        | Hauptmann                     | Esaul                         | Podesaul                              | Kapitänleutnant                                                                 | Porutschik                                                                      | Leutnant zur See (Leitenant)                                                    | Leutnant zur See (Leitenant)                                                    | - Leutnant zur See und - Oberleutnant zur See                                   | Leutnant zur See                                                                |
| 10       | Stabshauptmann                |                               | Sotnik                                | Leutnant zur See                                                                |                                                                                 |                                                                                 | Mitschman                                                                       | Mitschman                                                                       | Mitschman                                                                       |
| 11       |                               |                               |                                       | Schiffssekretär (Korabenlnyi sekretar)                                          | Schiffssekretär (Korabenlnyi sekretar)                                          |                                                                                 |                                                                                 |                                                                                 |                                                                                 |
| 12       | Porutschik                    | Sotnik                        | Choruntschi                           | Unterleutnant                                                                   | Mitschman                                                                       | Mitschman                                                                       |                                                                                 |                                                                                 |                                                                                 |
| 13       | Podporutschik                 |                               |                                       | Mitschman 1758–1764                                                             |                                                                                 | Gardemarin                                                                      |                                                                                 |                                                                                 |                                                                                 |
| 14       |                               | Choruntschi                   |                                       |                                                                                 |                                                                                 |                                                                                 |                                                                                 |                                                                                 |                                                                                 |

## Auswirkungen
Die Rangtabelle Peters des Großen brachte den Adel in eine größere Abhängigkeit vom Staat. Er hatte sich nun wie alle anderen Bevölkerungsschichten den Interessen des Staates zu beugen und diesem zu dienen. Doch ignorierte der Adel die durch die Rangtabelle festgelegten Voraussetzungen zur Besetzung eines Amtes häufig. Trotz fehlender Qualifikationen dominierte er die höchsten Ränge. Zudem machte der Adel den unteren Schichten den Aufstieg in den Erbadel schwer, indem er ihnen höhere steuerliche Belastungen auferlegte. Trotz der gesetzlichen Möglichkeiten ergab sich keine größere soziale Mobilität in der russischen Gesellschaft. Es standen nicht ausreichend Ämter zur Verfügung, um allen Bewerbern einen Platz in der Diensthierarchie verschaffen zu können. Die Rangtabelle führte außerdem zu einer zunehmenden Bürokratisierung im russischen Staat. Die Ämtervergabe zog häufig aufwendige Prozesse nach sich und führte zu Auseinandersetzungen zwischen konkurrierenden Amtsanwärtern, die gerichtlich geregelt werden mussten.